# 309 Fraternitas
309 Fraternitas (mednarodno ime je tudi 309 Fraternitas) je asteroid v glavnem asteroidnem pasu.

## Odkritje
Asteroid je odkril avstrijski astronom Johann Palisa 6. aprila 1891 na Dunaju.

## Značilnosti
Asteroid Fraternitas obkroži Sonce v 4,35 letih. Njegov tir ima izsrednost 0,1141, nagnjen pa je za 3,722° proti ekliptiki. Njegov premer je 45,32 km, okrog svoje osi se zavrti v 13,2 h.